# Ferrari P540 Superfast Aperta
La Ferrari P540 Superfast Aperta è una one-off sportiva costruita dalla Ferrari nel 2009, basata sulla Ferrari 599 GTB Fiorano. È anche conosciuta con il soprannome di The Golden Ferrari. La vettura è la seconda del programma "Special Project"; un progetto voluto dalla Ferrari stessa volto alla realizzazione di esemplari unici in collaborazione con i più grandi nomi del design automobilistico italiano; il programma è iniziato nel 2008 con la Ferrari SP1.
Edward Walson commissionò la costruzione della vettura nel 2008, chiedendo alla Ferrari di fabbricare un'interpretazione moderna del modello placcato d'oro, realizzato da Medardo Fantuzzi, per l'episodio diretto da Federico Fellini intitolato Toby Dammit del film Tre passi nel delirio. È una cabriolet due posti con motore anteriore e trazione posteriore.
Il modello fu svelato al pubblico l'11 dicembre 2009, ma ci furono immagini in anteprima

## Sviluppo
Progettata da Pininfarina e costruita a Maranello, questo modello è omologato alle norme ed ai requisiti internazionali riguardanti la sicurezza. Usando come materiale di costruzione la fibra di carbonio, la vettura era sufficientemente rigida per la conversione della Ferrari 599 GTB Fiorano in una versione cabriolet. Il tempo impiegato per il suo sviluppo fu di 14 mesi.

## Meccanica

### Motore
Il motore era un 12 cilindri da 5999 cm³ che erogava una potenza di 620 CV e una coppia di 448 N•m, rispettivamente a 7600 ed a 5600 giri al minuto. La denominazione ufficiale del motore era Tipo F140C..

### Trasmissione
La trasmissione era composta da un cambio a sei rapporti semiautomatico derivante dalla Formula 1.